# Wolfram(IV)-bromid
Wolfram(IV)-bromid ist eine anorganische chemische Verbindung des Wolframs aus der Gruppe der Bromide.

## Gewinnung und Darstellung
Wolfram(IV)-bromid kann durch Reaktion von Wolfram(V)-bromid mit Wolfram bei über 350 °C oder mit Aluminium über 240 °C gewonnen werden.
{\displaystyle \mathrm {4\ WBr_{5}+W\longrightarrow 5\ WBr_{4}} }
{\displaystyle \mathrm {3\ WBr_{5}+Al\longrightarrow 3\ WBr_{4}+AlBr_{3}} }

## Eigenschaften
Wolfram(IV)-bromid liegt in Form von diamagnetischen schwarzen Kristallnadeln vor. Seine Kristallstruktur ist isotyp zu der von Niob(IV)-chlorid (a = 849 pm, b = 929 pm, c = 725 pm).